# Chór Archikatedry Warszawskiej
Chór został założony w 1983 roku przez ks. prof. Andrzeja Filabera i jest on objęty patronatem arcybiskupa metropolity warszawskiego kardynała Kazimierza Nycza. Chór jest amatorskim zespołem mieszanym, a tworzą go osoby w różnym wieku. Zespół występował w 20 krajach europejskich oraz w USA i Kanadzie, brał udział w wielu międzynarodowych festiwalach.

## Dyrygent
Od 2004 roku dyrygentem chóru jest Dariusz Zimnicki. Ukończył studia na kierunku dyrygentura chóralna Akademii Muzycznej w Warszawie. Współpracuje również z Chórem Kameralnym Warszawskiej Opery Kameralnej, gdzie pełni funkcję dyrygenta asystenta. W 2001 roku Ministerstwo Kultury przyznało mu stypendium za osiągnięcia w nauce. W 2002 roku zdobył trzecią nagrodę oraz nagrody indywidualne za pracę nad interpretacją utworu Karola Szymanowskiego na ogólnopolskim konkursie dyrygentów chóralnych w Poznaniu.

## Osiągnięcia
- 1994 – II nagroda i srebrny medal na XXIX Międzynarodowym Festiwalu Pieśni Chóralnej w Międzyzdrojach
- 1997 – I miejsce na IX Ogólnopolskim Festiwalu Muzyki Sakralnej w Rumi
- 2000 – podwójna platynowa płyta za nagranie polskich kolęd
- 2004 – III miejsce w Ogólnokrajowym Konkursie „Caecilianum”
- 2005 – I miejsce w Ogólnokrajowym Konkursie „Caecilianum”
- 2010 – Grand Prix w kategorii chórów kościelnych na IV Ogólnopolskim Konkursie „Ars Liturgica” w Gnieźnie[1].

Za całokształt swej działalności:
- 1993 – dyplom Polskiego Związku Chórów i Orkiestr
- 1993 i 1998 – nagroda Ministra Kultury i Sztuki
- medal prymasa Polski „Zasłużonemu dla Kościoła i Narodu”.

## Repertuar
Chór w swoim repertuarze posiada głównie muzykę liturgiczną. Promuje przede wszystkim muzykę polskich kompozytorów, wykonuje polskie kompozycje wszystkich epok.

## Nagrania
- 1990 – „Wesołą Nowinę Śpiewajcie”
- 1991 – „Msza Polska”
- 1991 – „Gaude Mater Polonia”
- 1994 – „Gloria Tibi Trinitas”
- 1995 – „Bóg Się Rodzi”
- 1997 – „Credo”
- 1999 – „Jesu, Spes Mea”
- 2000 – „Wśród Nocnej Ciszy”
- 2005 – „Oto drzewo Krzyża”